# Nedre Fölingen
Nedre Fölingen är en sjö i Kinda kommun i Östergötland och ingår i Motala ströms huvudavrinningsområde. Sjön har en area på 2,03 kvadratkilometer och ligger 109 meter över havet. Sjön avvattnas av vattendraget Storån (Bringesån). Vid provfiske har bland annat abborre, björkna, braxen och gers fångats i sjön.

## Delavrinningsområde
Nedre Fölingen ingår i det delavrinningsområde (642830-148577) som SMHI kallar för Utloppet av Nedre Fölingen. Medelhöjden är 154 meter över havet och ytan är 16,32 kvadratkilometer. Räknas de 13 avrinningsområdena uppströms in blir den ackumulerade arean 233,6 kvadratkilometer. Storån (Bringesån) som avvattnar avrinningsområdet har biflödesordning 3, vilket innebär att vattnet flödar genom totalt 3 vattendrag innan det når havet efter 153 kilometer. Avrinningsområdet består mestadels av skog (66 procent) och jordbruk (11 procent). Avrinningsområdet har 2,09 kvadratkilometer vattenytor vilket ger det en sjöprocent på 12,8 procent.

## Fisk
Vid provfiske har följande fisk fångats i sjön:
- Abborre
- Björkna
- Braxen
- Gärs
- Gädda
- Löja
- Mört
- Nors